# Kirby's Dream Land
| Mottagande                 | Mottagande             |
| Samlingsbetyg              | Samlingsbetyg          |
| Tjänst                     | Betyg                  |
| -------------------------- | ---------------------- |
| Gamerankings               | 62,22% (9 recensioner) |
| Moby Games                 | 75/100 (8 recensioner) |
| Recensionsbetyg            |                        |
| Publikation                | Betyg                  |
| Allgame                    | [ 4 ]                  |
| Gamepro                    | 4,5/5                  |
| Gamesradar                 | [ 6 ]                  |
| IGN                        | 8/10                   |
| Nintendo Power             | 3,575/5                |
| Official Nintendo Magazine | 51%                    |

Kirby's Dream Land, känt i Japan som Hoshi no Kirby (星のカービィ Hoshi no Kābī?, bokstavligen "Kirby av stjärnorna"), är ett datorspel till Game Boy som släpptes 1992. Det är ett plattformsspel utvecklat av HAL Laboratory och utgivet av Nintendo. Det är det första spelet i Kirby-serien och även karaktären Kirbys debut. Spelet regisserades och designades av Masahiro Sakurai, då anställd hos HAL Laboratory, och var menat att vara ett enkelt spel för nybörjare.

## Spelupplägg
Den glupska King Dedede har stulit all mat från invånarna i Dream Land och även de gnistrande stjärnorna som behövs för att skörda maten, så Kirby, en invånare i Dream Land, ger sig av för att ta tillbaka maten och stoppa King Dedede. Spelet är liksom många andra plattformsspel från 8-bit- och 16-bitseran av datorspel gjort så att Kirby ska ta sig till slutet av varje bana genom att hoppa över hinder och besegra fiender. Kirby kan dessutom flyga, men inte lämna skärmen. Fiender besegras genom att Kirby suger upp dem och sedan antingen sväljer dem eller spottar ut dem på andra fiender.
Kirby har hälsa i form av block, och varje gång Kirby blir skadad försvinner ett block. Om inga block är kvar förlorar Kirby ett liv. Block kan återfås genom att äta mat utspridd på banorna, och extra liv kan fås genom att få höga poäng. Det finns även speciell mat som ger Kirby särskilda förmågor under en tid, såsom att kunna spotta ut eldklot ur munnen.
I spelet finns det 5 banor och det måste klaras i en sittning, eftersom spelet saknar någon sparfunktion. Det betyder att om man väljer att gå till titelskärmen efter en Game over måste man sedan börja om spelet. Alla banor i spelet spelas på ett tvådimensionellt plan, så Kirby kan bara röra sig framåt, bakåt, uppåt och nedåt.

### Extraspel och konfigurationsläge
Efter att ha klarat spelet ges spelaren möjligheten att spela ett extraspel genom att trycka Upp, A och Select på titelskärmen. Spelet är väldigt likt det vanliga och har samma handling och banor, men fienderna och bossarna är betydligt svårare.
Genom att trycka Ned, B och Select ges tillgång till ett konfigurationsläge, där man kan ställa in hur mycket hälsa och hur många liv Kirby ska ha. Även ett ljudtestläge finns, där man kan lyssna på olika musikspår och ljudeffekter i spelet.

## Utveckling
Kirby's Dream Land utvecklades av Masahiro Sakurai på HAL Laboratory. Själva spriten för Kirby var från början bara en platshållare som användes tills en mer sofistikerad bild skulle skapas, men designerna började gilla den dåvarande Kirby så mycket att de beslöt sig för att behålla honom. Ursprungligen hette Kirby dock "Popopo" (ポポポ?), och spelets namn var Twinkle Popo (ティンクル・ポポ?), men så småningom ändrades namnet till Kirby och spelet fick sin slutgiltiga titel.
Under utvecklingen hade inte Kirbys färg helt bestämts. Sakurai ville att han skulle vara rosa medan Shigeru Miyamoto insisterade på att han skulle vara gul. Till slut bestämde sig Nintendo för att Kirby skulle vara rosa. Även om Kirbys huvudsakliga färg fortfarande är rosa har senare spel visat honom i en mängd olika färger, inkluderat gul. När spelet först släpptes i Japan var Kirby representerad i rosa färger, men i Nordamerika designade Nintendo of America Kirby vit baserat på spelets gråskala.
Musiken komponerades enbart av Jun Ishikawa, som sedan dess har varit en regelbunden kompositör för Kirby-serien.